# Leucanopsis zozinna
Leucanopsis zozinna är en fjärilsart som beskrevs av William Schaus 1933. Leucanopsis zozinna ingår i släktet Leucanopsis och familjen björnspinnare. Inga underarter finns listade i Catalogue of Life.